# ソニーセンター

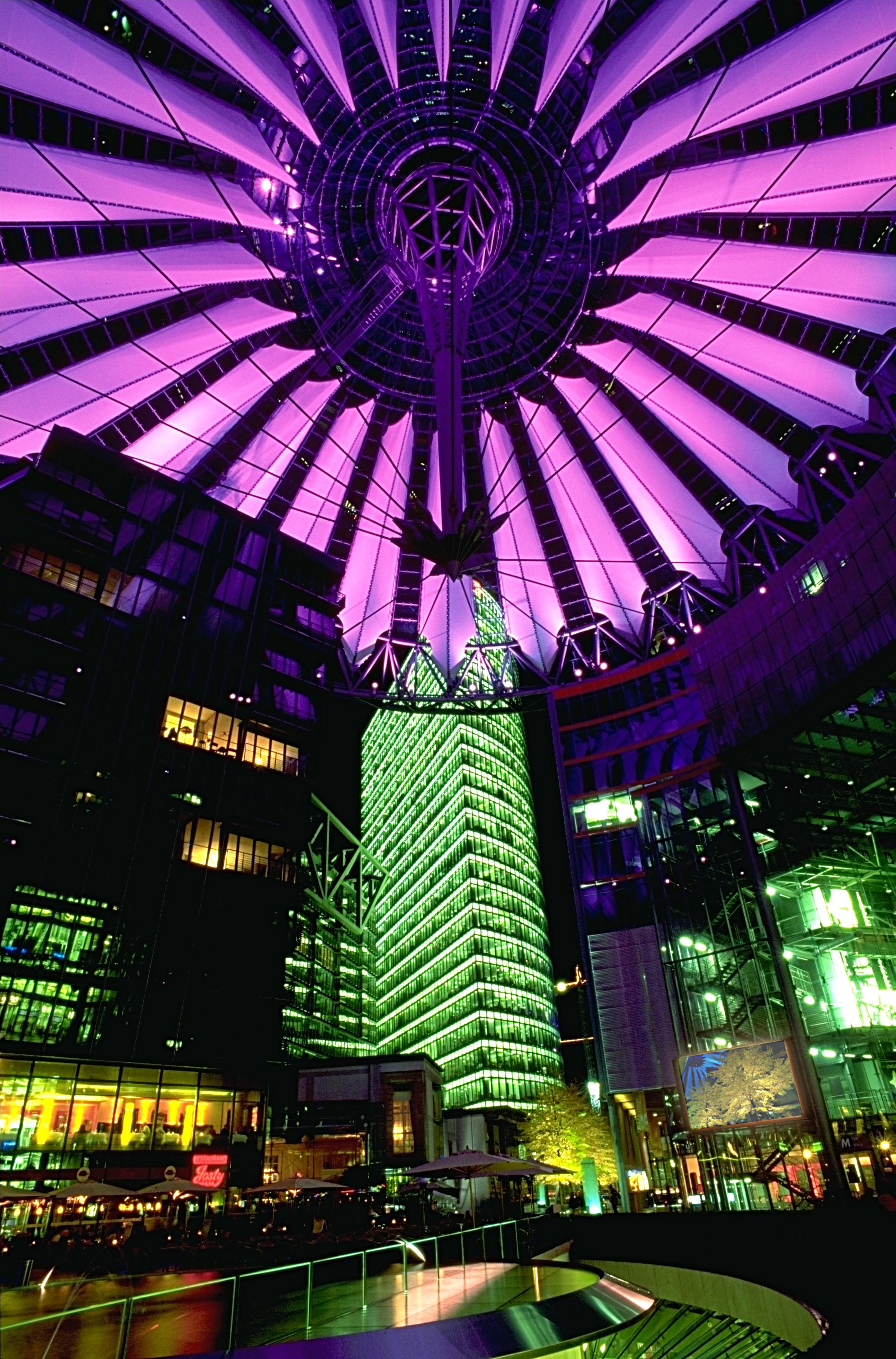
夜のライトアップ

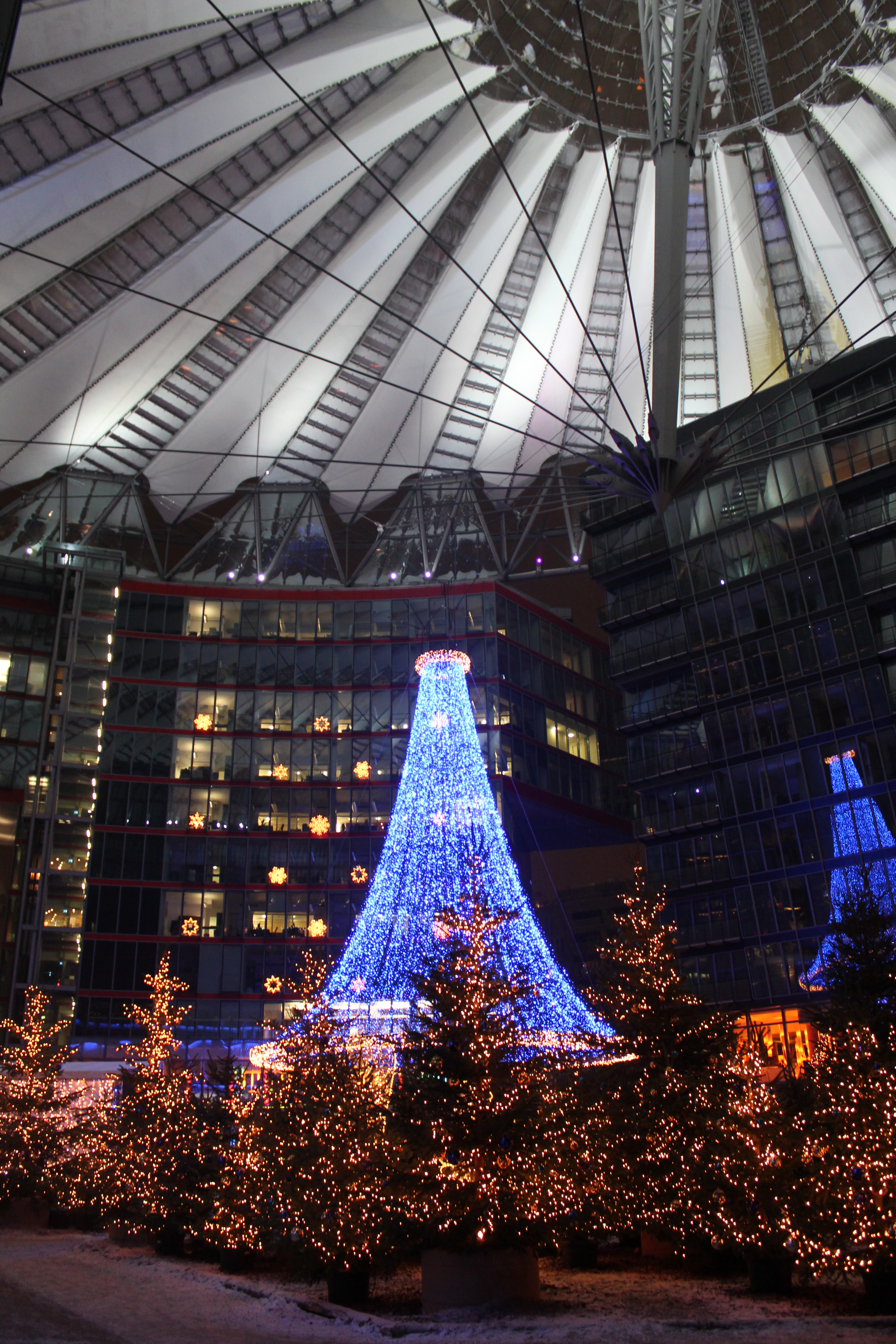
クリスマスのソニーセンター

ソニーセンター（Sony Center）は、ドイツ・ベルリンの中心部ミッテ区のポツダム広場にある、住宅を含む複合商業施設。ソニーのヨーロッパ拠点として、ソニーやダイムラーの出資により2000年に完成した。総工費は7億5000万ユーロ。設計者はヘルムート・ヤーン。
施設には、ソニー・ヨーロッパの本社をはじめ、ソニースタイルストア、オフィスビル、高級アパート、フィルムハウス、ドイツ・メディアテーク、 商業施設、シネマ・コンプレックス、IMAXシアターが入っている。
ベルリンの壁崩壊後のポツダム広場の再開発の目玉として建設され、ドイツ現代建築の最高峰として注目を浴びており、現代ベルリンの象徴の一つである。
2008年2月28日、ソニーは同センターを保有・運営する子会社「ソニーベルリン」の全株式を、同年3月末までを目処にモルガン・スタンレーが運営する不動産ファンドや欧米の不動産会社など計3社に売却すると発表し、その後売却された。
2010年、韓国の国民年金が、2009年より進めてきた海外不動産投資多角化戦略の一環として、買収額およそ8500億ウォン（約720億円）でソニーセンターの購入に乗り出した。モルガン・スタンレーファンド（MSREF）との交渉を行っており、5月中には最終契約にこぎ着けたいとしている。